# فلورنکا
فلورنکا (به لهستانی:  Florynka) یک روستا در لهستان است که در گمینا گربوو واقع شده‌است.